# فهرست شرکت‌های هواپیمایی بنین
این مقاله مربوط به فهرست شرکت‌های هواپیمایی بنین است.
| شرکت هواپیمایی | IATA | ICAO | تصویر | Callsign | فرودگاه قطب   | توضیحات |
| -------------- | ---- | ---- | ----- | -------- | ------------- | ------- |
| ایر تاکسی بنین |      | ABT  |       |          | فرودگاه کژیون |         |
| آئرو بنین      | EM   | AEB  |       |          | فرودگاه کژیون |         |